# Enrico Quattrini

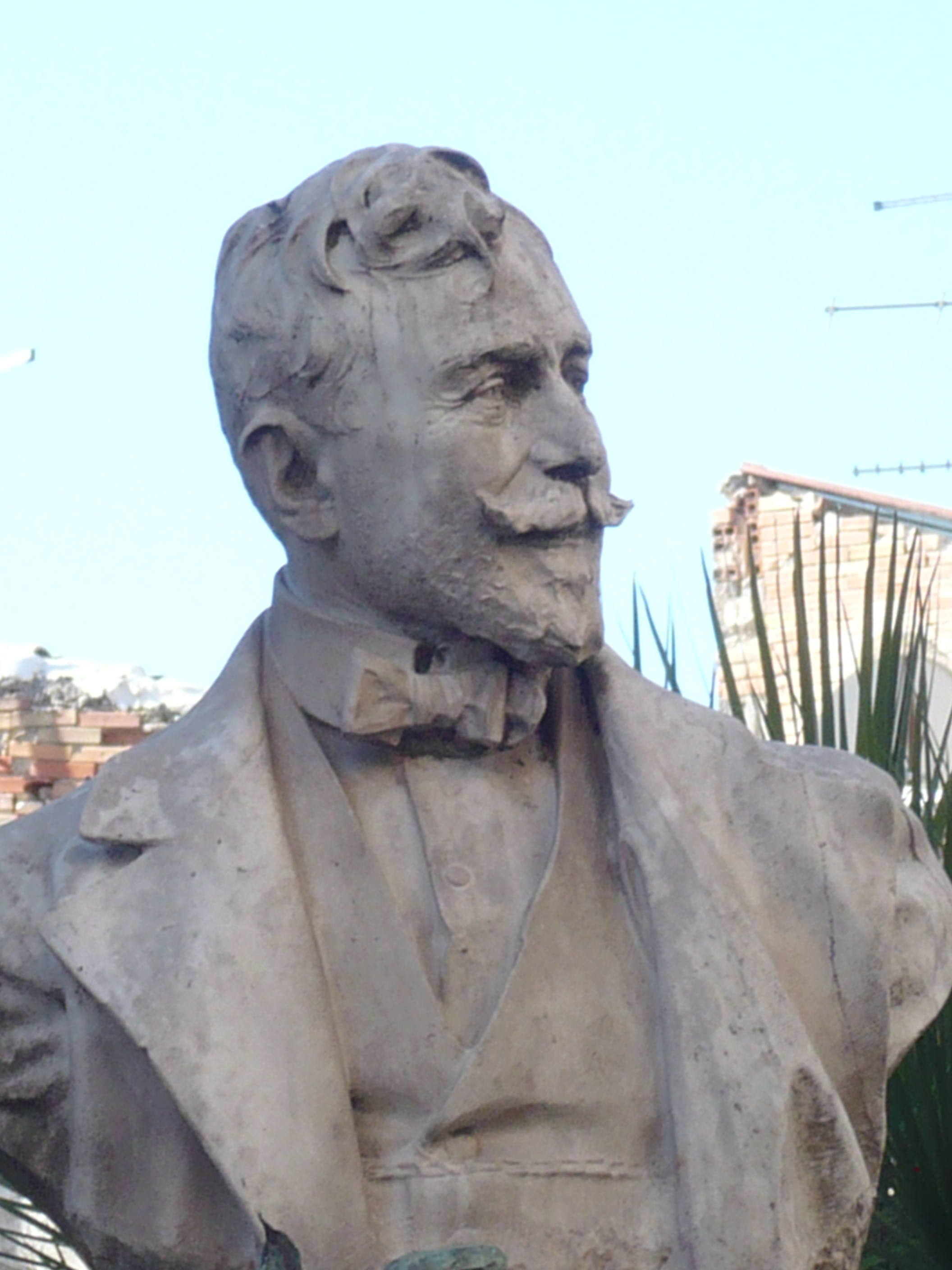
Busto dello scultore Enrico Quattrini dedicato a Michele Tripisciano realizzato nel 1922

Enrico Quattrini (Collevalenza, 24 dicembre 1864 – Roma, 26 aprile 1950) è stato uno scultore italiano.

## Biografia
Nasce a Sobrano di Collevalenza il 24 dicembre 1864 da una famiglia di umili condizioni. Sin da bambino le sue doti artistiche erano palesi, ma fu durante l'adolescenza che la sua genialità divenne evidente ed ineludibile. Il direttore dell'Istituto Crispoldi di Todi, che Quattrini frequenta sin dall'ottobre del 1875, è colpito dalla maestria del ragazzo e lo segnala ai dirigenti comunali i quali, dopo averne accertate le doti, finanziano, nel 1880, i suoi studi presso l'Accademia di Belle Arti di Perugia. Dopo alcuni anni di studio e dopo aver conseguito il diploma di scultore all'accademia si trasferisce a Roma. Siamo nel 1884 e la capitale sta vivendo i primi anni post-unità d'Italia. Un ambiente artistico in fermento e dove molti grandi artisti si trasferiscono per lavorare, spessissimo, per realizzare o progettare grandi opere pubbliche celebrative. Nel 1901 realizza la lunetta centrale della facciata nel duomo di Arezzo mentre nel 1902 realizza, per il palazzo di Giustizia di Roma il gruppo allegorico della Giustizia al quale si aggiunge, negli anni 1906-1911, il gruppo della Legge.
In questi anni conosce scultori come Ettore Ferrari, Ettore Ximenes, Giulio Monteverde, Emilio Gallori ed inizia la sua carriera straordinaria che lo porta a conoscere persino Papa Benedetto XV che rimane folgorato dalla sua arte e lo prende sotto la sua ala protettiva. Il pontefice gli regala lo studio di Antonio Canova e, nel 1913 gli commissiona il monumento funebre del cardinal Rampolla eretto nella basilica di S. Cecilia in Roma e nel 1919 un secondo monumento ossia la propria statua da inviare ad Istanbul.
Nel 1922 riceve la visita del nuovo pontefice Pio XI che gli affida la realizzazione del suo primo busto celebrativo che va, insieme a molti altri realizzati in seguito, nella Pinacoteca vaticana. Il soldalizio tra i due si intensifica e Quattrini realizza molti altri busti che vanno ad adornare il Laterano e molti altri edifici ecclesiastici sparsi per la penisola e all'estero. 
Nel 1927, su commissione del senatore Beltrami e di Mons. Gammatica, realizza la statua bronzea all'Ambrosiana di Milano. Pur vivendo regolarmente nella capitale e nonostante i numerosi incarichi commissionati anche da committenti esteri mantiene vivo il suo rapporto con la regione natia. Nel 1923 realizza, per il comune di Perugia, la statua dedicata al Perugino che attualmente adorna i giardini comunali mentre per la natia Todi realizza, sempre in quest'anno, una lapide in onore di Augusto Ciuffelli e il monumento sepolcrale a Luigi Crispolti. Però la sua appartenenza umbra non è solo fatta di committenze regionali, ma è alimentata anche da azioni di sostegno ai suoi conterranei come ha fatto nel 1933 con il giovanissimo e sconosciuto ternano Aurelio De Felice che in seguito alla sua ospitalità ebbe la possibilità di sganciarsi dalla provincialità ternana e di accostarsi al frizzante mondo artistico capitolino.
Nel 1934 è a Loreto, presso il santuario, dove realizza una statua lignea della Madonna col Bambino. Completata questa creazione torna a Roma dove realizza, per la basilica si S. Pietro, la statua di S. Maddalena Sofia Barat. Nel 1936 scolpisce un'Urna in argento massiccio per le spoglie di S. Francesco di Paola e negli anni successivi due gruppi scultorei per la città di Manaus in Brasile. Muore a Roma il 26 aprile 1950.
La sua vastissima opera comprende tra l'altro:

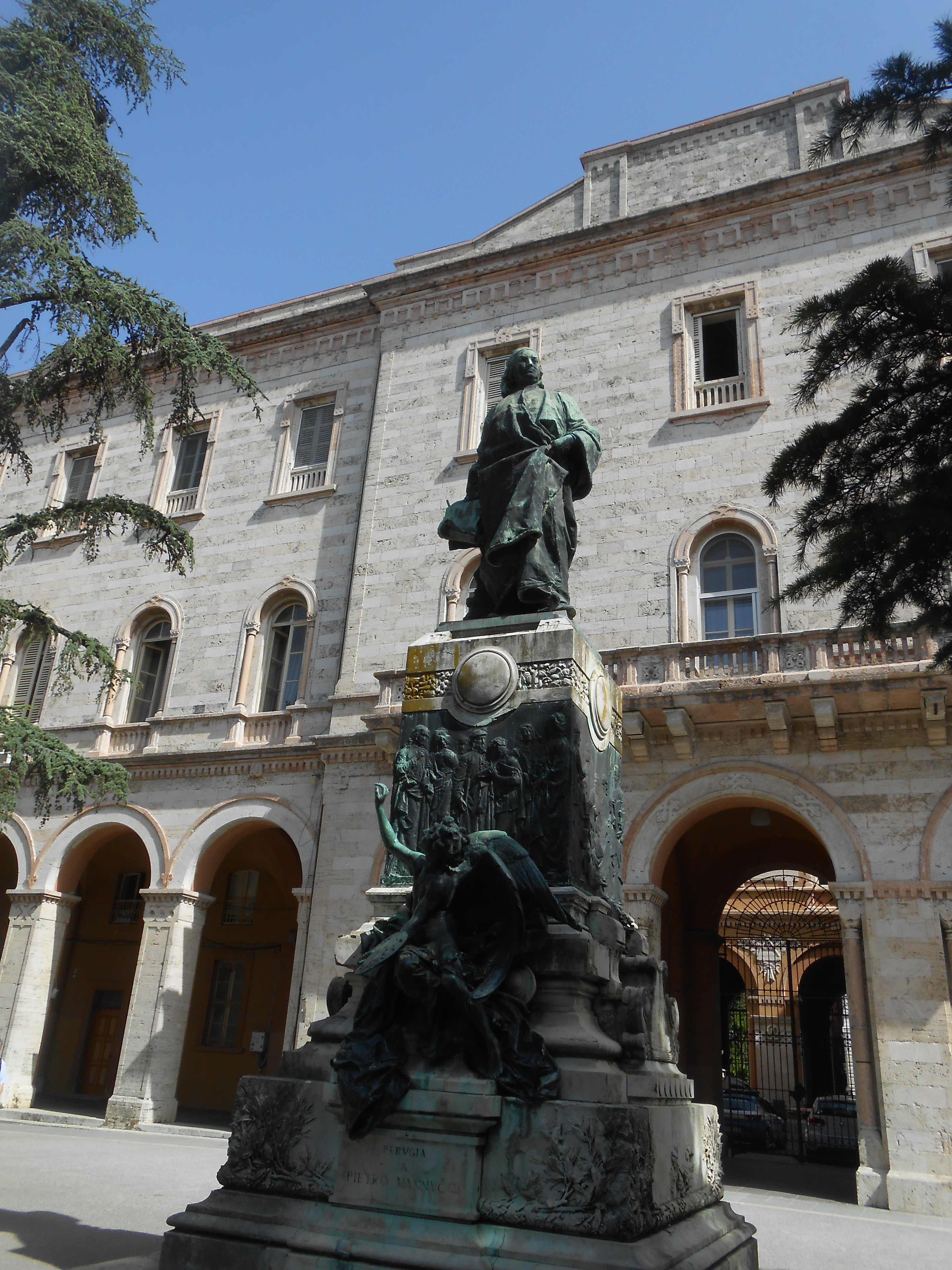
Il monumento dedicato al pittore Pietro Vannucci, il Perugino, a Perugia

- Lunetta centrale della facciata nel duomo (Arezzo, 1901)
- Gruppo allegorico della Giustizia (Palazzo di Giustizia di Roma, 1902)
- Lapide in onore dell'Ing. Alfredo Leti ( cimitero monumentale Verano -- Roma, 1905)
- Gruppo allegorico della Legge (Palazzo di Giustizia di Roma, 1906-1911)
- Monumento funebre del cardinale Rampolla (Basilica di S. Cecilia in Roma, 1929)
- Scultura di Benedetto XV (Istanbul, 1919)
- Busto di Pio XI (Musei vaticani di Roma, 1922)
- Busto di Michele Tripisciano di Caltanissetta (1922)
- Monumento al Perugino (Giardini pubblici Carducci in Perugia, 1923)
- Lapide in onore di Augusto Ciuffelli (Todi, 1923)
- Monumento sepolcrale a Luigi Crispolti (Todi, 1923
- Statua bronzea dell'Ambrosiana (Milano, 1927)
- Statua lignea Madonna col bambino (Loreto, 1934)
- statua di S. Maddalena Sofia Barat (Basilica si S. Pietro in Roma, 1934)
- Statua della Vergine di Montallegro (basilica di Rapallo, 1934)
- Urna in argento massiccio per le spoglie di S. Francesco di Paola (Roma, 1936)
- Statua del cardinale Von Rossum (Wittem, 1939)
- Gruppo scultoreo per l'apertura del traffico fluviale sul Rio delle Amazzoni (Manaus)
- Gruppo scultoreo in onore di João Batista de Figueiredo Tenreiro Aranha (Manaus)